# Alphaville: The Singles Collection
«Alphaville: The Singles Collection» — первый сборник в формате «лучшие хиты» группы Alphaville, состоящий из ремиксов синглов из их первых двух альбомов: Forever Young и Afternoons in Utopia выпущенный в 1988 году.

## Отзывы
Сборник состоит из 2 ремиксов каждой из четырёх песен, по существу 7" и 12" ремикс каждого трека. Только ремиксы «Big in Japan» являются новыми; все остальные ремиксы появились ранее и были доступны (хотя некоторые ремиксы впервые появились на CD).
Рецензенты были в восторге от этого релиза, вот слова одного из них: «Saying that the band could have been served better with this compilation is putting it mildly».
Тем не менее, несмотря на недостатки с трек-листом, обзоры песен и ремиксов являются положительными, рецензенты[какие?] оценивали сборник как: «довольно успешный», «высокий», «совсем неплохо».

## Список композиций
| №  | Название                               | Длительность |
| -- | -------------------------------------- | ------------ |
| 1. | «Forever Young» (Special Extended Mix) | 6:12         |
| 2. | «Red Rose» (Single Version '88)        | 4:23         |
| 3. | «Big in Japan» (Single Version '88)    | 3:49         |
| 4. | «Dance with Me» (Long Version)         | 8:14         |
| 5. | «Forever Young» (Album Version)        | 3:45         |
| 6. | «Red Rose» (12" Mix)                   | 7:53         |
| 7. | «Big in Japan» (Remix '88)             | 7:25         |
| 8. | «Dance with Me» (Album Version)        | 3:57         |